# Calephelis fulmen
Calephelis fulmen is een vlindersoort uit de familie van de prachtvlinders (Riodinidae), onderfamilie Riodininae.
Calephelis fulmen werd in 1910 beschreven door Stichel.